# 孔德故居

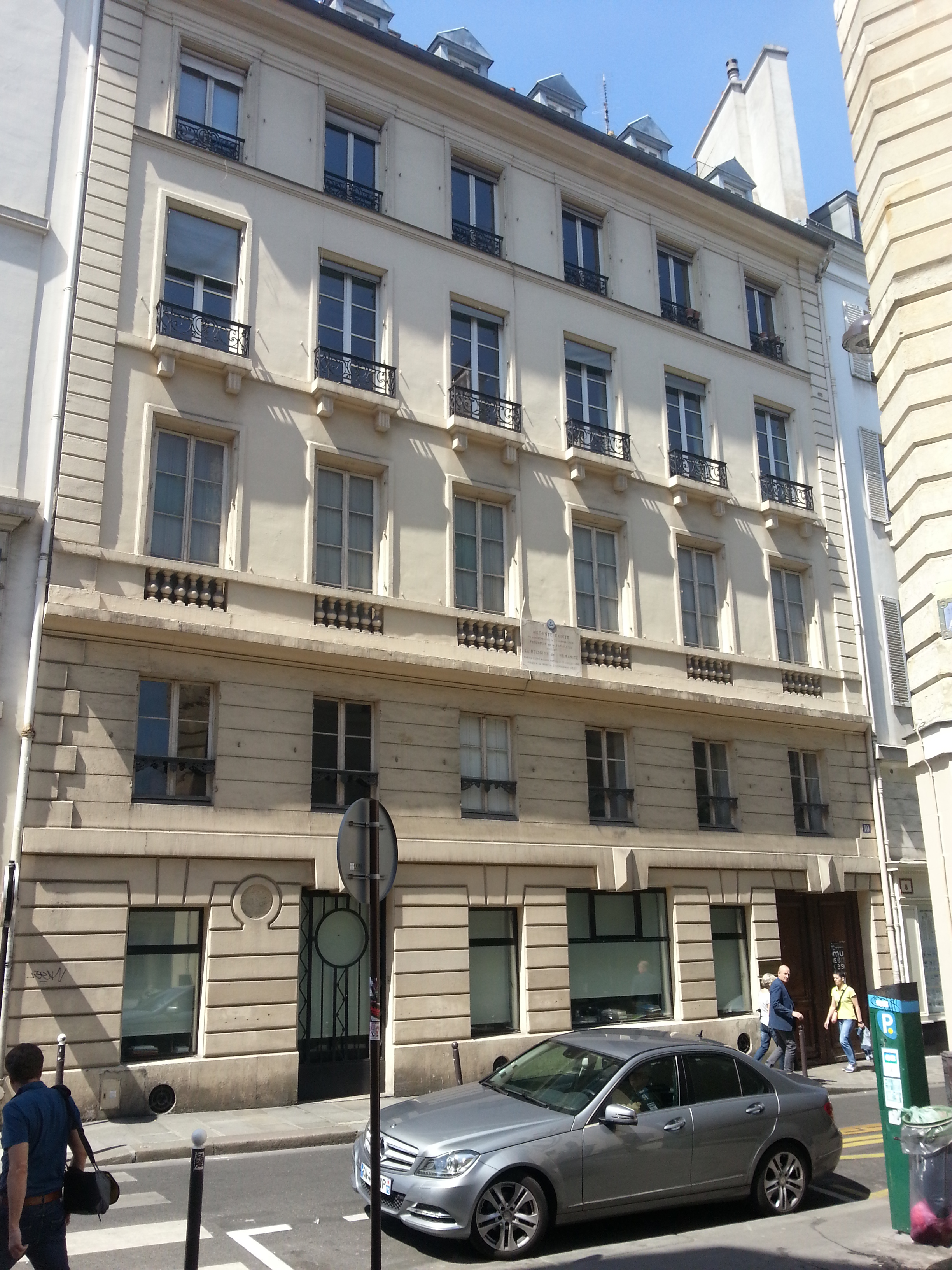

孔德故居（Maison d'Auguste Comte），又名孔德博物馆（Musée Auguste Comte），是法国巴黎的一个作家故居博物馆，曾为实证主义哲学家奥古斯特·孔德（1798 – 1857）的故居。它由国际孔德协会维护，位于巴黎第六区的王子先生街10号，每星期三下午开放，下午3:30有导览；需要入场费。距此最近的巴黎地铁站是奧德昂站。 
奥古斯特·孔德从1841年到1857年去世，住在王子先生街10号的二楼，在那里他写了最后一本实证主义哲学著作，四卷的《实证政治体系》（1851-1854）。该公寓在孔德死后进行修复和重建，包括五个主要房间：餐厅、起居室、书房、教室和卧室，包含孔德的写字台、克洛蒂尔德·德沃（Clotilde de Vaux）的肖像，手写的信件，以及实证主义著作图书馆，包含约600册法文书，包括他作品的初版，其他语种的250册书，1000本小册子，以及4本期刊。